# Hermann Leitherer
Hermann Leitherer (* 21. Januar 1919 in Dillingen an der Donau; † 21. März 1991) war ein deutscher Bildhauer.

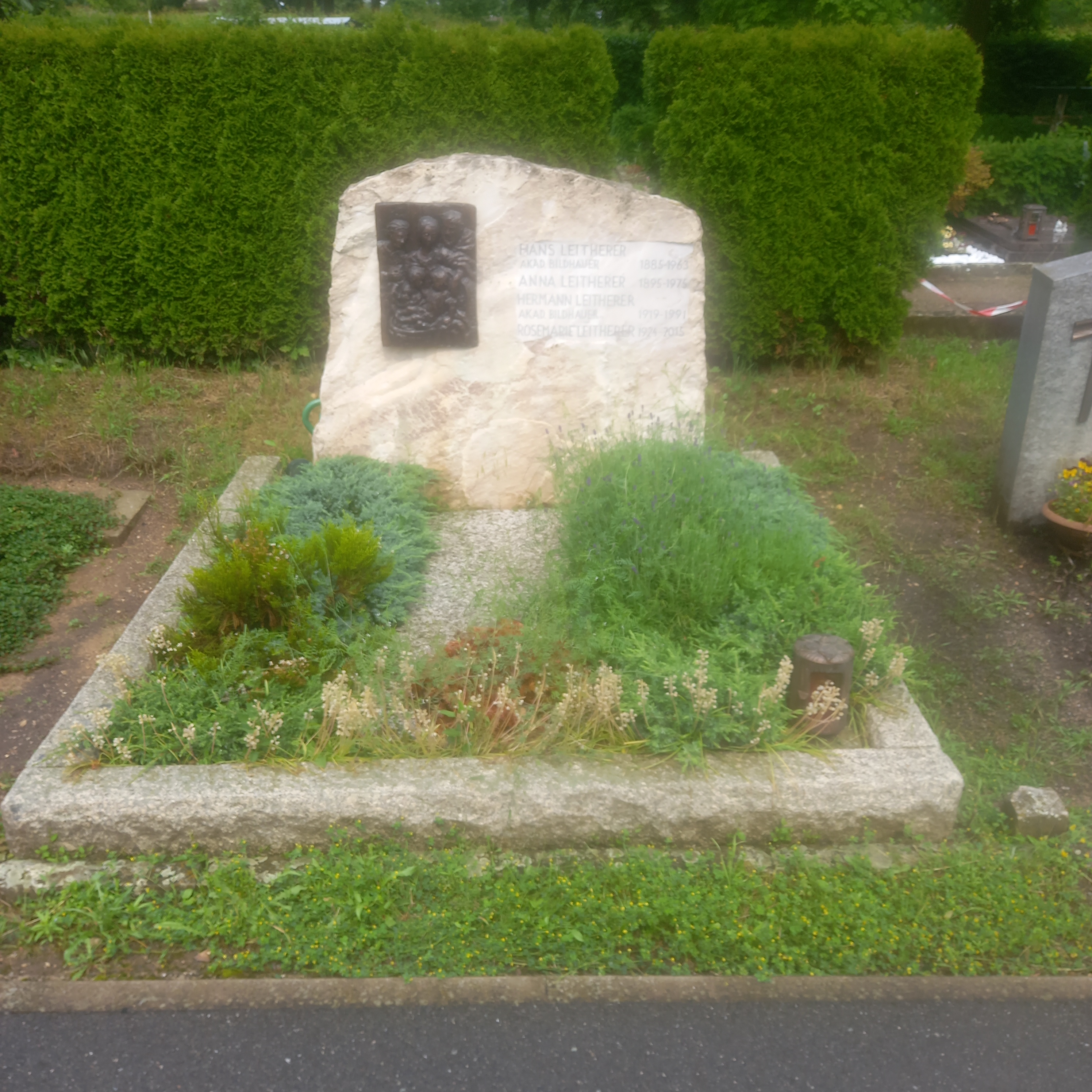
Das Grab von Hermann Leitherer und seiner Ehefrau Rosemarie auf dem Hauptfriedhof in Bamberg

## Leben
Hermann Leitherer, Sohn des Kirchenkünstlers Hans Leitherer, studierte an der Akademie der Bildenden Künste Nürnberg. Ab 1951 war er als freischaffender Künstler in Bamberg tätig. Er arbeitete hauptsächlich für den kirchlichen und öffentlichen Bereich und hatte Ausstellungen im In- und Ausland. Sein Sohn Thomas führt die Werkstätten weiter.
Er war langjähriger Vorsitzender der E.T.A.-Hoffmann-Gesellschaft e. V. Von 1969 bis 1985 war er Leiter der Bamberger Kaiser-Heinrich-Gilde des Cartell Rupert Mayer (CRM).
Hermann Leitherer engagierte sich für zahlreiche Sozialprojekte im Heiligen Land. 1974 wurde er von Kardinal-Großmeister Maximilien Kardinal de Fürstenberg zum Ritter des Ritterordens vom Heiligen Grab zu Jerusalem ernannt und am 4. Mai 1974 in Düsseldorf durch Lorenz Kardinal Jaeger, Großprior der deutschen Statthalterei, investiert.

## Werke (Auswahl)
- Lourdes-Madonna im Waisenhaus Euskirchen (1959)
- Bronzeplatte und Gedenktafel Papst Clemens II. am Papstgrab in Bamberg
- Denkmal Dichter (E. T. A. Hoffmann) und Hund (Berganza)
- Kreuzwegstationen für die Ottokirche in Bamberg: Zwei Prozessionsfahnenträger
- Steinerne Mariensäule vor dem Caritasheim (St. Hedwig)
- Steinerner Baum in Kreuzesform der Eingangstüren und Innenausstattung der Kirche St. Anna, Bamberg
- Figuren der Weihnachtskrippe am Schönleinsplatz in Bamberg (1963)
- Sitzender Mann (1968)
- Sitzende Frau (1969)
- Ambo mit der Heilig-Geist-Taube und der Volksaltar in der Kirche St. Otto, Bamberg (1970)
- Kriegerdenkmal in der Filialkirche St. Georg, Pfaffendorf (1975)
- Bamberger Kreuzweg (Restaurierung 1975)
- Bamberger Götzen (Restaurierung 1980)
- Altar, Ambo, Tabernakel, Taufstein, Figuren, Türen und Fenster der Kirche Heilige Familie, Lichtenfels (1979/80)